# Greatest - De unge år
Greatest – De unge år er et dobbelt opsamlingsalbum udgivet af tv-2 i 1992. Som bandets første opsamlingsplade indeholder det sange fra perioden 1981 til 1991, dvs. fra og med tv-2's første album Fantastiske Toyota fra 1981 til og med Slaraffenland fra 1991. En del af indspilningerne på dobbelt-cd'en afviger imidlertid fra originalindspilningerne (se under "Nye" numre). Opsamlingsalbummet blev solgt i 173.000 eksemplarer . IFPI tildelte den 24. oktober 2017 albummet 7 x platin certificering.

## "Nye" numre
Albummet indeholder et enkelt nummer, som ikke er udgivet på noget tidligere album, men derimod kun på single i 1990.
- "The whole world's gonna speak German again"

Numrene fra Tv-2's to første albums er blevet remixet til dette album og har fået tilføjet ny vokal.
- "Fantastiske Toyota"
- "Vi skaber en verden perfekt"
- "Sommeren slut" (hed oprindelig "Husker du så glemmer jeg")

To numre indgår som live-versioner, der blev optaget på Midtfyns Festival 1992.
- "Popmusikerens vise"
- "Ræven og rønnebærene"

To numre indgår som "extended version"-udgaver.
- "Vil du danse med mig"
- "Nærmest lykkelig"

I alt kan otte af albummets 36 numre således kategoriseres som versioner, der ikke tidligere har været udgivet på noget album. Der er imidlertid endnu en indspilning på albummet, der afviger fra originalindspilningen, men som dog er tidligere udgivet. Det drejer sig om versionen af "Bag duggede ruder", der er en genindspilning fra 1987. Denne indspilning er oprindelig udgivet som bonusnummer på CD-udgaven af En dejlig torsdag (den oprindelige version udkom på albummet Beat fra 1983)

## Indhold
| 1. "Fantastiske Toyota" (3:43) 2. "Vi skaber en verden perfekt" (4:16) 3. "Sommeren slut" (2:54) 4. "Kærlighed" (2:54) 5. "Bag duggede ruder" (5:11) 6. "Popmusikerens vise" (5:08) 7. "Lanternen" (4:36) 8. "Be bab a lu la" (4:39) 9. "Natradio" (3:57) 10. "Gare du Nord" (3:02) 11. "Vil du danse med mig" (5:31) 12. "Ræven og rønnebærene" (4:01) 13. "Rigtige mænd" (4:40) 14. "Skanderborg Station" (3:15) 15. "Eventyr for begyndere" (4:18) 16. "Hr. & fru Danmark" (4:04) 17. "Evelyn" (3:41) 18. "Hele verden fra forstanden" (4:07) | 1. "Fri som fuglen" (4:12) 2. "Tidens kvinder" (3:42) 3. "Stjernen i mit liv" (4:05) 4. "Turbo" (4:27) 5. "Nærmest lykkelig" (5:31) 6. "Det mørke Jylland" (4:03) 7. "Alt hvad hun ville var at danse" (3:23) 8. "En sommmerdag for alt for længe siden" (3:07) 9. "Kalundborg" (4:06) 10. "Kom og se far danser" (4:19) 11. "Jeg vil ha dig" (3:55) 12. "Romeos lykkelige dag" (3:13) 13. "Rejsen til Rio" (4:06) 14. "Baby blue" (5:12) 15. "Shit" (3:49) 16. "Tumpernes park" (3:46) 17. "The whole world's gonna speak German again" (3:35) 18. "Kys det nu" (3:12) |